# Aaron (fils d'Ivan Vladislav)
Pour les articles homonymes, voir Aaron.
Aaron (en bulgare : Аарон, en grec : Ἀαρών) est un fils du dernier tsar Ivan Vladislav (1015-1018). Après la conquête de la Bulgarie par l'Empire byzantin en 1018, les fils d'Ivan passent au service de celui-ci. Aaron détient d'importants commandements sur la frontière orientale dans les années 1040 et 1050, atteignant d'abord le titre de patrice puis de protoproedros. C'est dans ces fonctions qu'il participe aux premiers combats contre les Seldjoukides, qui ont lancé des raids dans le Caucase après leur conquête de l'Iran. Par la suite, il tente de s'opposer sans succès à la rébellion de son beau-frère, Isaac Ier, en 1057.

## Biographie
Il est le troisième fils d'Ivan Vladislav et de Marie. Il a deux frères aînés, Pressiyan et Alousianos et trois frères plus jeunes, ainsi que six sœurs,. Après la mort de son père en 1018, la résistance bulgare cesse et l'empereur Basile II annexe les terres de l'Empire bulgare. Aaron fuit avec ses deux aînés sur le mont Tomorr, bientôt encerclé par l'armée byzantine. Les trois frères acceptent de se rendre en échange de leur vie. Pressiyan reçoit le titre de magistros, tandis qu'Alousianos et Aaron sont faits patrices. Vers 1029, Pressiyan est impliqué dans un complot contre l'empereur Romain III Argyre, tandis qu'Alousianos participe au soulèvement de Pierre Deljan en 1040. 
La vie d'Aaron est connue par les sources littéraires et les sceaux à son nom qui décrivent les fonctions qu'il a occupées, notamment celle de gouverneur (catépan) du Vaspourakan en 1046-1047. Il est alors porteur des titres de patrice, d'anthypatos et de vestes. C'est à ce poste qu'il doit faire face à la première incursion d'envergure des Seldjoukides, avec Katakalôn Kékauménos, dux d'Ibérie. Si les deux généraux écrasent un premier raid, un deuxième plus important ne tarde pas à apparaître dans les confins caucasiens du monde byzantin, en 1048. 
Ce raid est dirigé par Ibrahim Inal, parent de Toghrul-Beg, qui contraint les Byzantins à se replier. Selon Jean Skylitzès, si Kékauménos veut combattre le Turcs, Aaron plaide pour une posture plus défensive et un repli derrière les fortifications frontalières, dans l'attente des ordres de l'empereur Constantin IX. C'est sa position qui prévaut et les Byzantins attendent les renforts dirigés par le prince géorgien Liparit IV. Entretemps, les Turcs en profitent pour piller les régions désertées, mettant notamment à sac la cité d'Arzen dont ils tirent un grand butin. Une fois réunies, les forces byzantino-géorgiennes affrontent les Turcs à la bataille de Kapetrou. Kékauménos et Aaron dirigent les deux flancs et semblent avoir fait flancher leurs adversaires. Cependant, au centre, Liparit est fait prisonnier et les Turcs parviennent à se replier sans trop de pertes, tout en conservant leur butin, tandis que les généraux byzantins se retirent du champ de bataille,.
Plus tard, Aaron est attesté comme dux d'Ani et d'Ibérie, avec le titre de magistros, vers 1055-1057. Puis, il est identifié comme le dénommé Aaron, magistros et dux d'Édesse, mentionné sur un sceau, sans certitude. En 1057, le général Isaac Comnène mène un soulèvement contre Michel VI qui compte Aaron parmi ses soutiens. Il commande l'aile gauche de l'armée loyaliste à la bataille de Petroe. S'il met en déroute le flanc adverse, il ne parvient pas à exploiter son succès et l'armée rebelle en profite pour reprendre le dessus et remporter la victoire, conduisant à la conquête du trône par Isaac.
Vers 1059, il est mentionné dans le testament d'Eustathe Boilas comme proèdre et probablement dux de Mésopotamie, puis comme protostrator et, finalement, protoproedros.